# FABG-2
FABG-2 – tajwański kuter rakietowy z końca lat 70. XX wieku, jedna z 50 jednostek typu Hai Ou. Okręt został zbudowany w stoczni China ShipBuilding Corporation w Kaohsiung, a do służby w marynarce wojennej Republiki Chińskiej przyjęto go w 1979 roku. W 1994 roku jednostka została podarowana Paragwajowi i weszła w skład Armada Paraguaya pod nazwą ARP „Teniente Robles” jako patrolowiec. Okręt nadal służy w paragwajskiej flocie (stan na 2019 rok).

## Projekt i budowa
Projekt kutrów rakietowych typu Hai Ou bazował na izraelskich okrętach patrolowych typu Dvora . Jednostki miały wykonany z aluminium kadłub, a od izraelskich protoplastów różniły się jego kształtem . Ogółem powstało 50 okrętów tego typu.
FABG-2 zbudowany został w stoczni China ShipBuilding Corporation w Kaohsiung . Jednostkę ukończono w 1979 roku  .

## Dane taktyczno-techniczne
Okręt był kutrem rakietowym o długości całkowitej 21,6 metra, szerokości 5,5 metra i zanurzeniu 1 metr. Wyporność standardowa wynosiła 47 ton, a pełna 56 ton .
Okręt napędzany jest przez dwa silniki wysokoprężne MTU 12V 331 TC82 o łącznej mocy 2605 KM, poruszające dwiema śrubami . Maksymalna prędkość okrętu wynosi 36 węzłów. Zasięg wynosi 700 Mm przy prędkości 32 węzłów .
Uzbrojenie artyleryjskie jednostki stanowiło początkowo pojedyncze działko kalibru 20 mm T75 L/68 oraz dwa pojedyncze wielkokalibrowe karabiny maszynowe kalibru 12,7 mm L/90 . Na pokładzie umieszczono dwie pojedyncze wyrzutnie przeciwokrętowych pocisków rakietowych Hsiung Feng I (okręt przenosił dwie rakiety) .
Wyposażenie radioelektroniczne obejmowało radary CS/UPS-60X i HR-76C5 i system rozpoznania elektronicznego WD-2A . Na okręcie zamontowano też dwie wyrzutnie celów pozornych AV-2 .
Załoga okrętu składa się z 10 oficerów, podoficerów i marynarzy .

## Służba
FABG-2 został przyjęty do służby w marynarce wojennej Republiki Chińskiej w 1979 roku  . W 1994 roku okręt wraz z siostrzanym FABG-1 został podarowany przez rząd Tajwanu Paragwajowi, gdzie wszedł do służby w Armada Paraguaya pod nazwą ARP „Teniente Robles” i numerem taktycznym P-07  . Jednostka pozbawiona została przed transferem wyrzutni rakiet i większości wyposażenia radioelektronicznego, przez co jej wyporność pełna zmniejszyła się do 45 ton, a zanurzenie do 0,8 metra (1,82 metra ze śrubami) . Okręt służy jako rzeczny patrolowiec, wyposażony w radar nawigacyjny Decca 926 . Podczas przeprowadzonego w latach 2010–2011 remontu zmieniono zestaw uzbrojenia, który od tamtej pory stanowią trzy wielkokalibrowe karabiny maszynowe kalibru 12,7 mm i dwa karabiny maszynowe kalibru 7,62 mm.
Okręt nadal znajduje się w składzie paragwajskiej floty (stan na 2019 rok) .